# 華潤投資控股
華潤投資控股有限公司（简称華潤投資控股），華潤集團旗下公司，总部位于中国廣東省深圳市，是在2007年成立，提供资金管理和金融服务的非银行金融机构。
其主要業務酒店管理、停车场投资、地产、保险经纪、钢铁制造、修船等服务。旗下企業包括：华润停车场控股有限公司、华润保险经纪（顾问）有限公司、木棉花酒店、中国康力克进出口有限公司、华润深国投投资有限公司、上海华润大东船务工程有限公司，以及对万科企业股份有限公司实施股权管理。